# Еникале

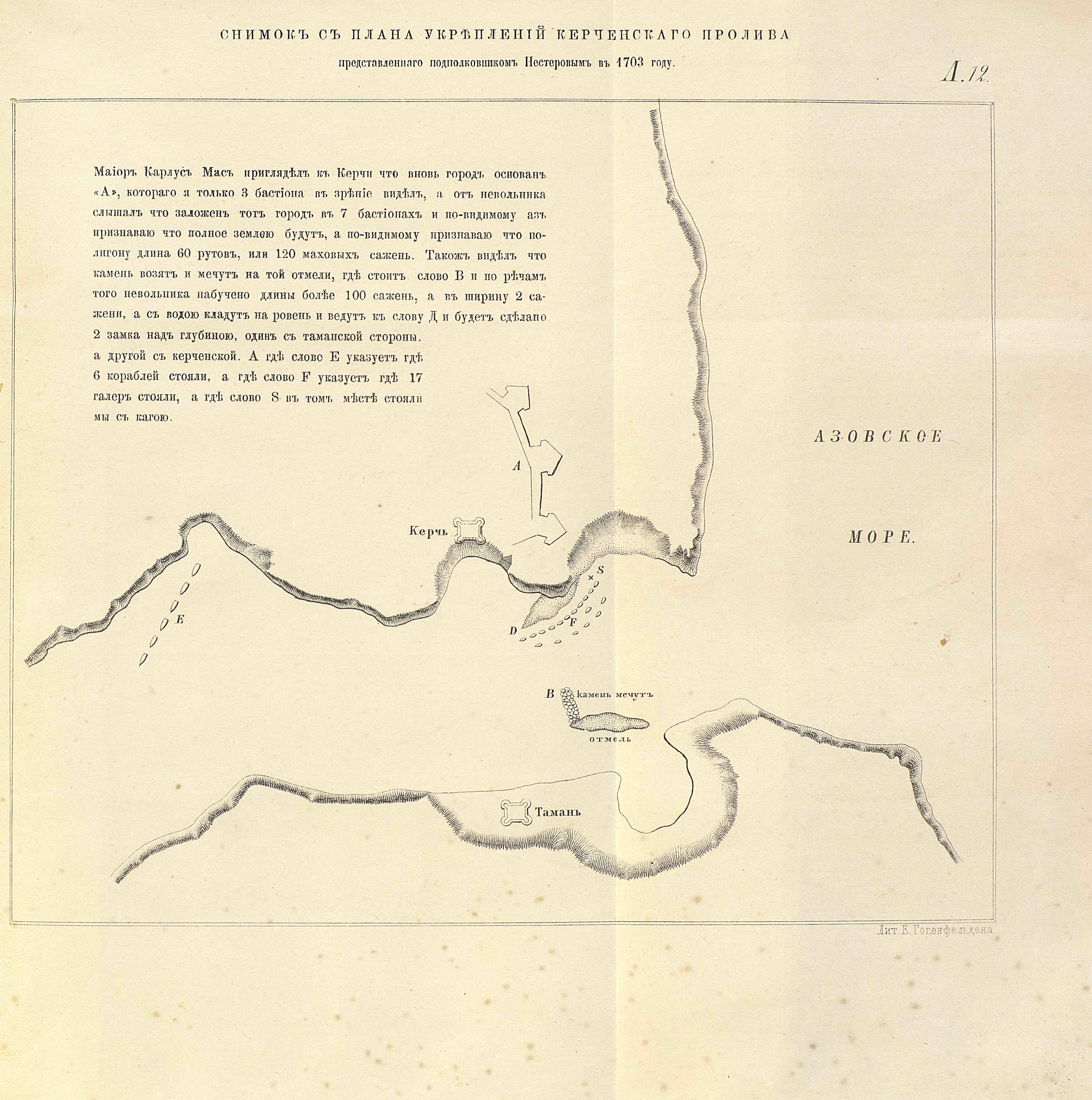
Снимок с плана укреплений Керченского пролива, представленного подполковником Нестеровым в 1703 году.

Еникале́, Ени́-Кале́ (укр. Єнікале, крымскотат. Yeñi Qale, Енъи Къале) — упраздненная крепость в Крыму на берегу Керченского пролива, построена турками в начале XVIII века.
Название в переводе с турецкого и крымскотатарского языка означает «новая крепость» (yeni — новый, qale — крепость). В настоящее время Еникале находится в черте города Керчь. В древности на месте крепости Еникале находился, как полагали некоторые археологи, греческий городок (поселение) Парфенион, а напротив его, на восточном берегу пролива — другой маленький город, Ахиллеон, с храмом, посвященным Ахиллесу.

## Строительство
В глубокой древности на месте «Новой крепости» находился греческий городок Парфенион. В средние века (с XIII столетия) здесь была генуэзская колония, которая в конце XV столетия перешла во владение Оттоманской империи.
Крепость была построена в период с 1699 по 1706 год. Руководил строительством принявший ислам итальянец по имени Голоппо. Также в работах принимали участие несколько французских инженеров.
Еникале имела для Османской империи важное стратегическое значение — крепость, расположенная в самой узкой части Керченского пролива и вооружённая мощными пушками, препятствовала проходу российских кораблей между Азовским и Чёрным морями.
Еникале занимала территорию площадью около 2,5 га. Крепость имела в плане форму неправильного пятиугольника и, следуя крутому рельефу, была расположена на нескольких уровнях. По углам находились пять полубастионов, способных выдержать длительную осаду и мощный артиллерийский огонь. Некоторые из них были далеко выдвинуты за периметр стен. Таким образом, значительно увеличивалась площадь поражения противника и появлялась возможность флангового обстрела территории, примыкающей к стенам. Дополнительным ярусом обороны служил ров, окружавший крепость с трёх сторон, за исключением прибрежной стороны.
На территории Еникале находились: два пороховых склада, арсенал, жилые дома, водяной резервуар, баня, мечеть. Около 800 османских и 300 крымскотатарских солдат составляли гарнизон крепости. Еникале служила резиденцией турецкого паши.
Серьёзной проблемой был недостаток пресной воды — единственный колодец в крепости не мог обеспечить водой всё её население. Поэтому для подачи воды строители проложили керамический подземный водопровод, соединявший Еникале с источником, расположенным в нескольких километрах от крепости (территория современного посёлка Глазовка).

## В Османский период
При османах в крепости Еникале действовал крупный невольничий рынок. После российского завоевания работорговля приходит в упадок.

## В Российской империи
Летом 1771 года в ходе Русско-турецкой войны (1768—1774 гг.) Русская армия вошла в Крым. 21 июня Еникале была без боя взята частями Второй армии генерал-майора Н. В. Борзова. Турецкий гарнизон вместе со своим начальником Абаза-пашой, несмотря на большое подкрепление, прибывшее на кораблях за несколько дней до появления русских, оставил крепость, а сам комендант сбежал через Кафу в Синоп.
В 1774 году по Кючук-Кайнарджийскому договору Керчь и Еникале были переданы России и образовали в 1821 году Керчь-Еникальское градоначальство Таврической губернии.
По ведомости 1818 года, на вооружении крепости состояло 52 пушки, 10 мортир и 7 единорогов, в казармах помещалось 770 человек личного состава.
К началу XIX века Еникале утратила военное значение, и в 1835 году на её территории разместились постройки военного госпиталя, просуществовавшего до 1880 года. После упразднения военного госпиталя Еникале была окончательно заброшена.

## Современное состояние
В наши дни Еникале является одной из достопримечательностей Керчи и Крыма. Крепости присвоен статус памятника архитектуры, охраняемого государством.
Несмотря на то, что во второй половине XX века в Еникале провели ряд реставрационных работ, почти вся крепость находится в руинах. Наиболее хорошо сохранились ворота, фрагменты крепостных стен и полубастион с прибрежной стороны.
Непосредственно по территории крепости проходит однопутная железнодорожная ветка, связывающая Керчь с Керченской паромной переправой. Вибрация, возникающая при движении поездов, создаёт угрозу постепенного разрушения памятника. Введение в строй Крымского моста, перевод на него железнодорожного потока и закрытие ветки, проходящей через крепость, позволит сохранить исторический объект.

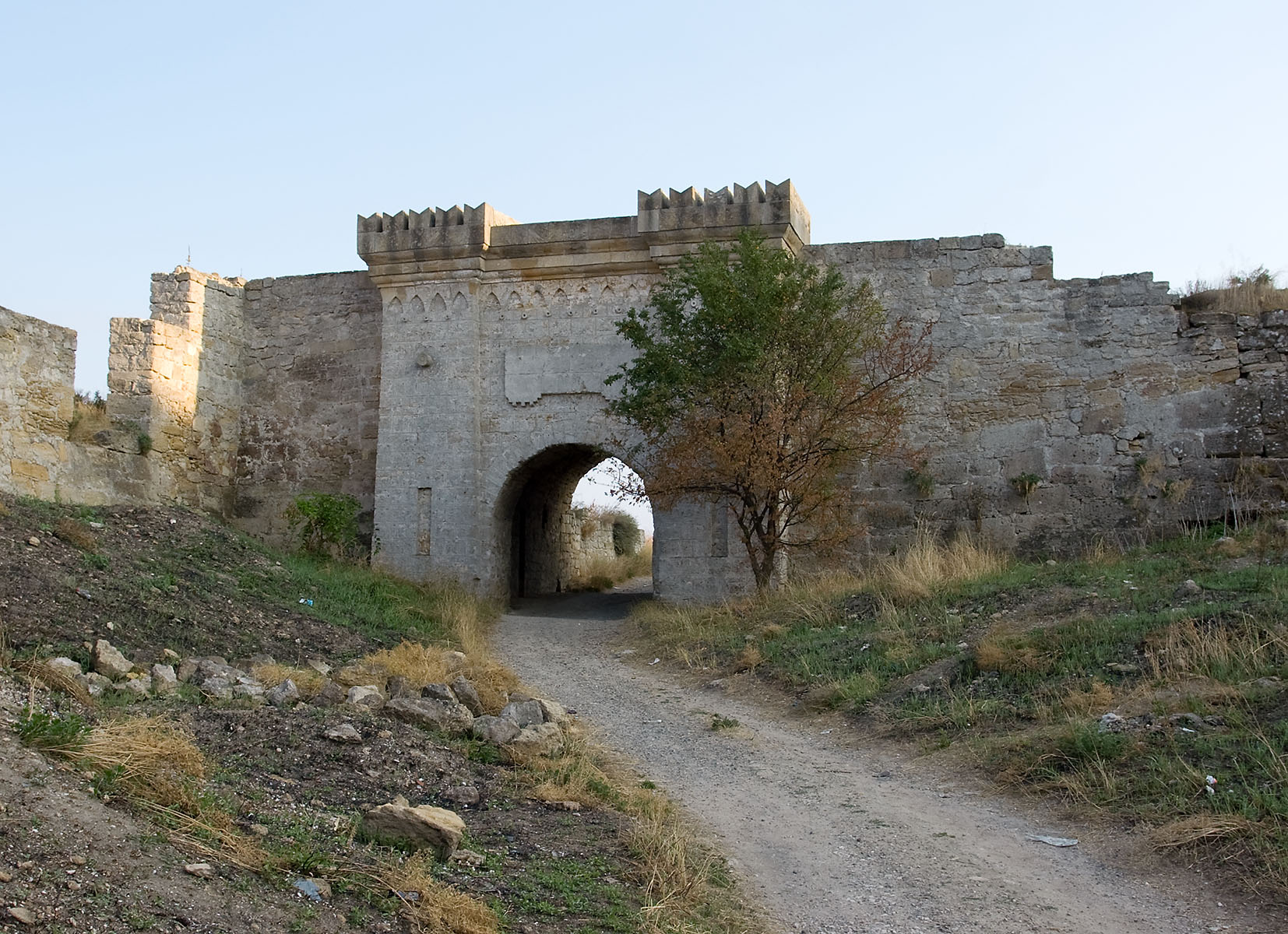
Восточные ворота Еникале.
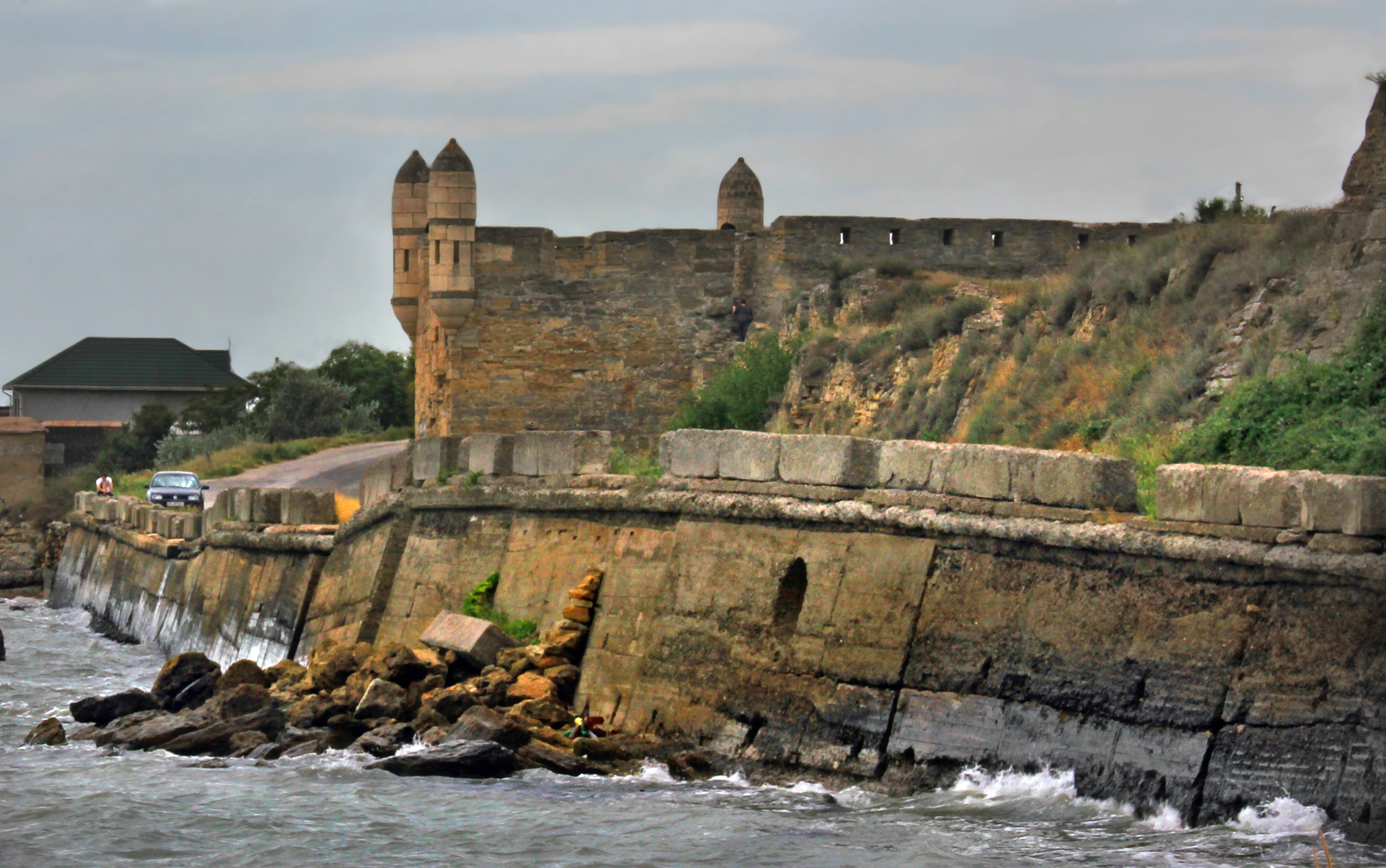
Прибрежная сторона крепости.
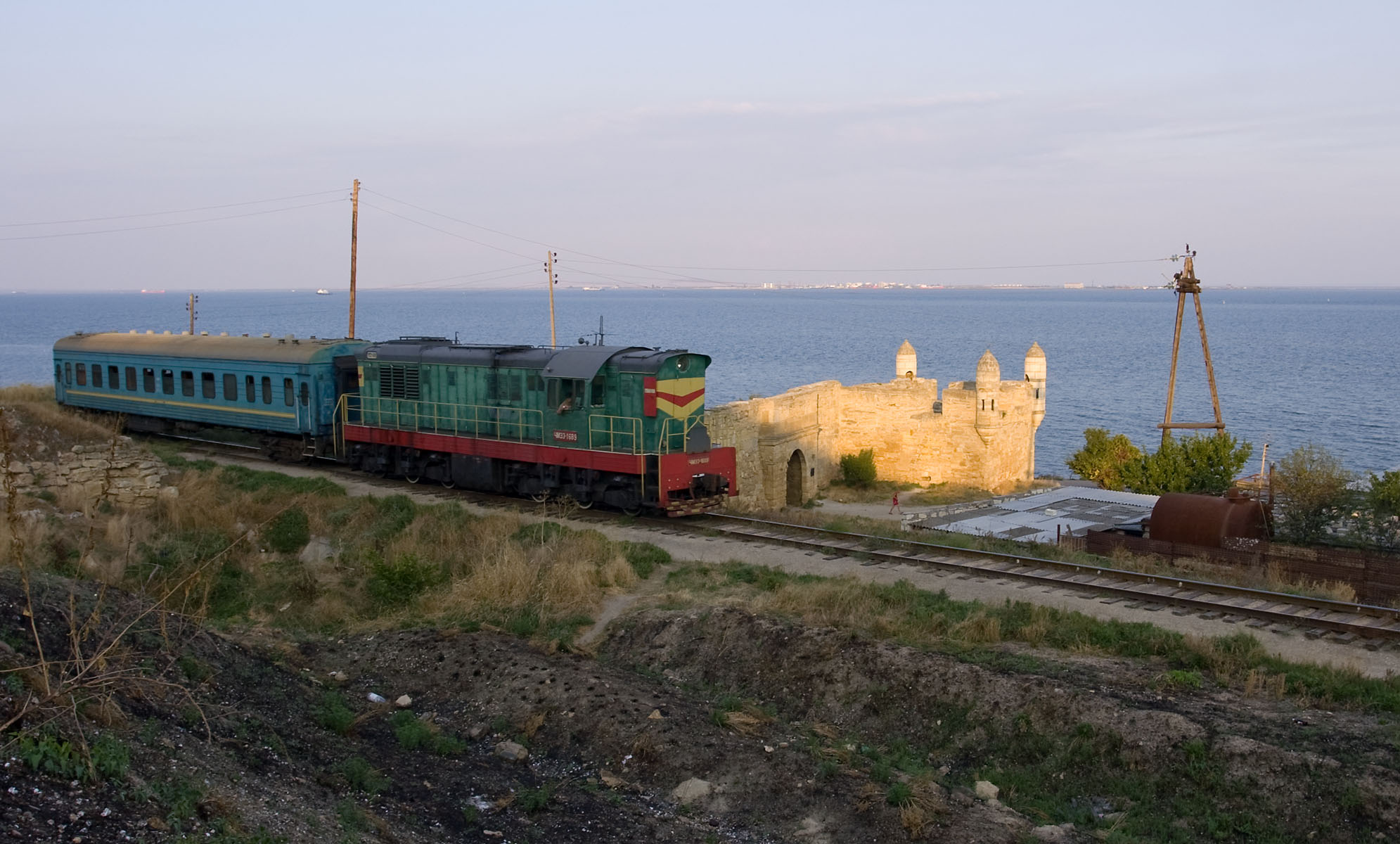
Поезд в Еникале, 2007 год.